# Gürtelbrücke

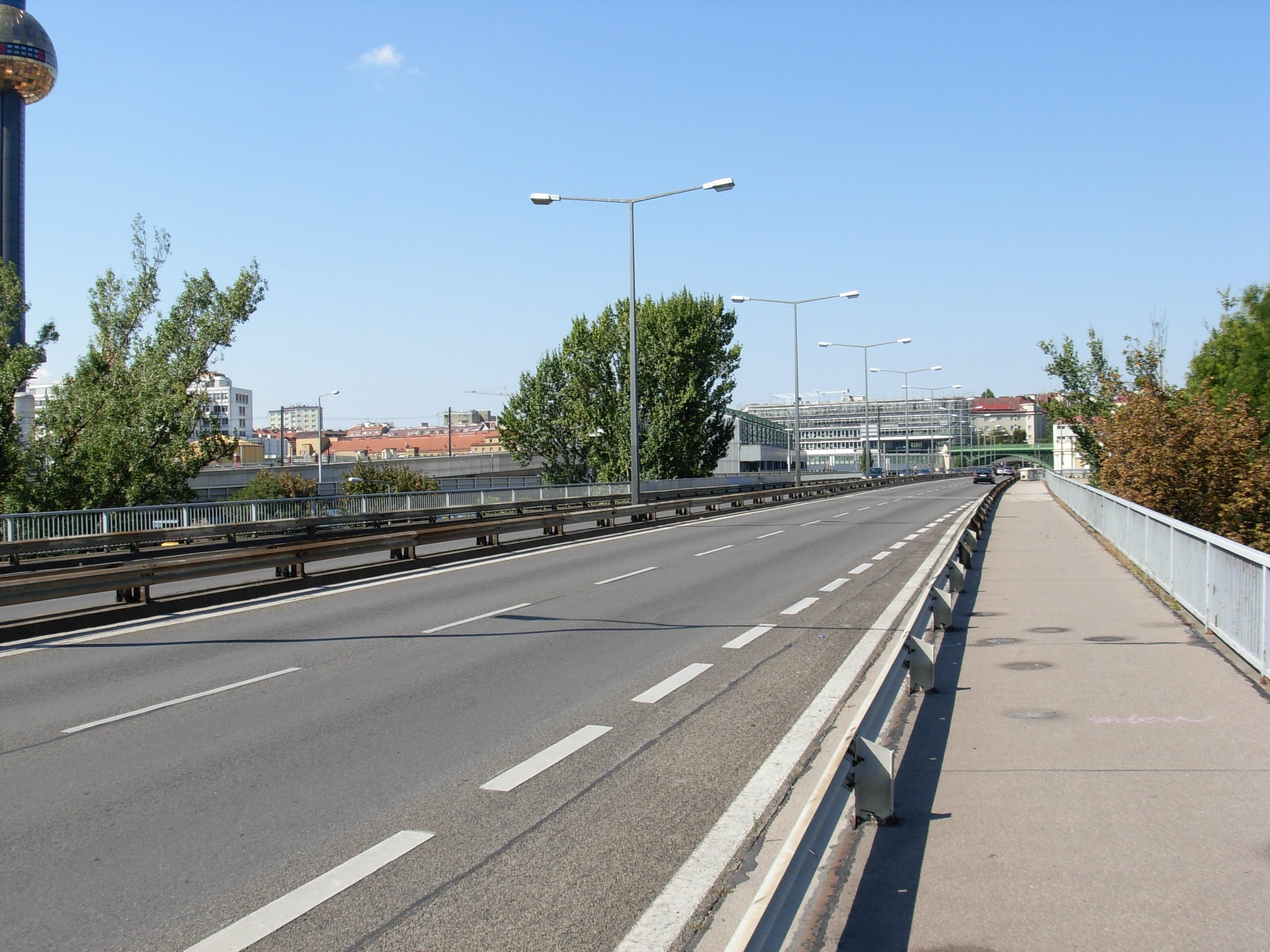
Gürtelbrücke in der Spittelau

Die Gürtelbrücke in Wien verbindet den Alsergrund (9.) und Döbling (19.) mit der Brigittenau (20. Bezirk). Sie wurde 1962–1964 als Spannbetonbrücke (Querung Donaukanal: 138,3 Meter Länge) von der Firma A. Porr AG nach Plänen von Alfred Pauser und Herbert Wycital errichtet.

## Verkehrsverbindungen
Die inklusive Auf- und Abfahrten etwa 600 m lange Brücke überquert von ihrem westlichen Ende an der Heiligenstädter Straße (9. / 19. Bezirk) die Franz-Josefs-Bahn, die U-Bahn-Linie U4 und den Donaukanal  zu ihrem östlichen Ende an der Brigittenauer Lände (20. Bezirk).
Die Brücke liegt in der nördlichen Verlängerung des Gürtels und bildet von der Heiligenstädter Straße zur Heiligenstädter Lände am Donaukanal die Grenze zwischen 9. und 19. Bezirk. Sie ermöglicht Richtung Nordosten über die Adalbert-Stifter-Straße (20. Bezirk) und die Floridsdorfer Brücke die Fahrt zur A 22 entlang des Hubertusdamms (21. Bezirk) und nach Floridsdorf (21. Bezirk, B 3 Prager Straße und B 7 Brünner Straße). Sie ist der Endpunkt der B221.
Von der Gürtelbrücke zweigt Fahrtrichtung Osten vor dem Donaukanal seit 1992 die Spittelauer Brücke (B 227) ab, die den Donaukanal etwa parallel zur Gürtelbrücke überquert und in die Brigittenauer Lände (B 227) in Fahrtrichtung Nordbrücke einmündet. Vor 1992 bestand eine direkte Abfahrt von der Gürtelbrücke auf die Lände, die der U6-Donaukanalbrücke und dem anschließenden U-Bahn-Tunnelportal im Weg war und daher abgetragen wurde. In der Gegenrichtung gelangt man vom Knoten Nordbrücke (A 22) auf die Nussdorfer bzw. Heiligenstädter Lände (ebenfalls B 227) Richtung Süden mit einer Auffahrt auf die Gürtelbrücke Richtung Döblinger Gürtel.
Unmittelbar südlich der Brücke befinden sich im 9. Bezirk das Bundesamtsgebäude Josef-Holaubek-Platz, die Station Spittelau der Linien U4 und U6 sowie der Franz-Josefs-Bahn und die von Friedensreich Hundertwasser gestaltete Müllverbrennungsanlage Spittelau. Südlich der Brückenabfahrt im 20. Bezirk befindet sich  das Brigittenauer Bad.

## Geschichte

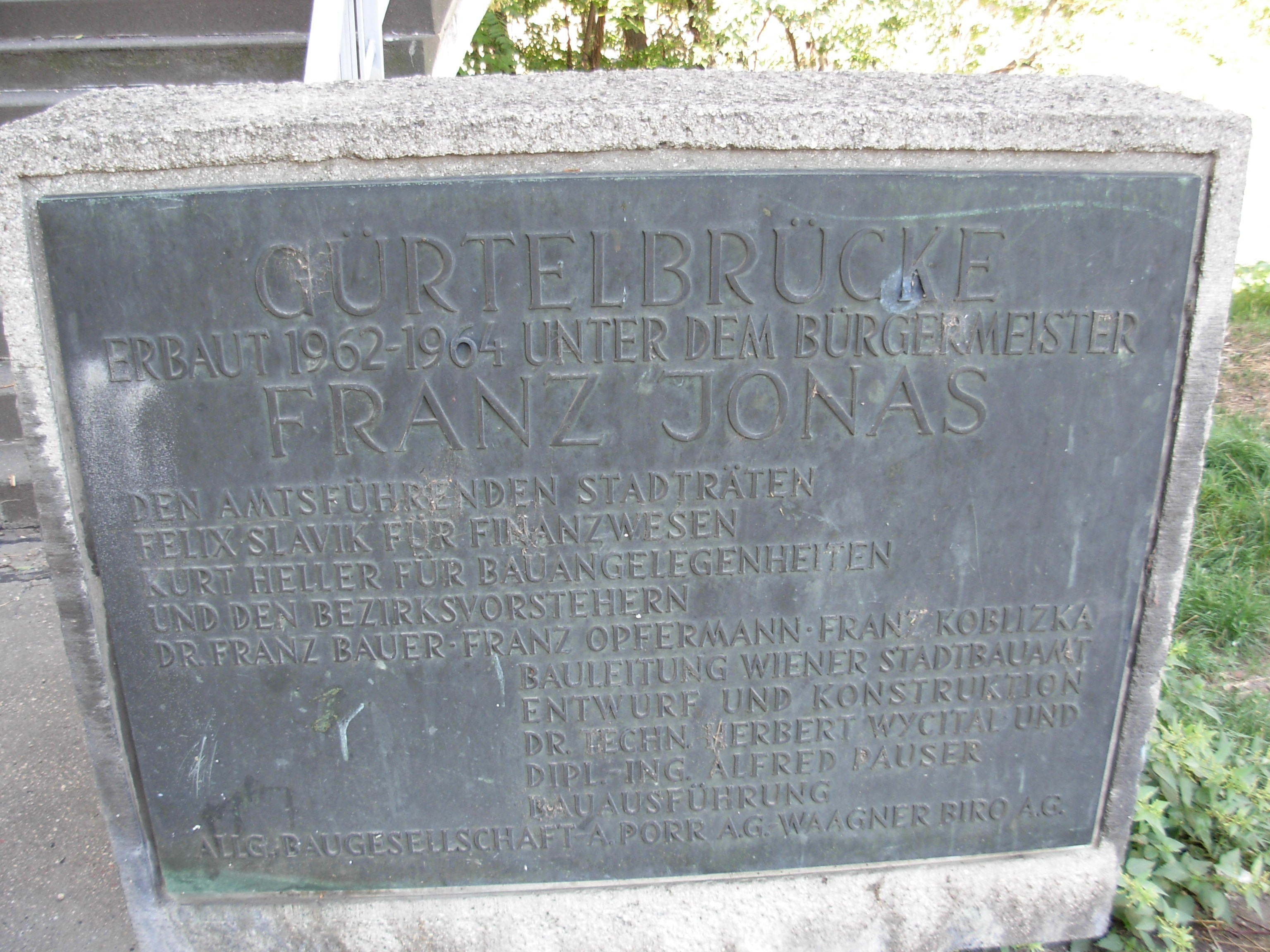
Gürtelbrücke: Widmungsplakette

Der „geplanten Überführung des Gürtels über den Franz Joseph-Bahnhof im Zuge der Guneschgasse“ (dort befindet sich bis heute die Bezirksgrenze 9 / 19) war ein Satz in der Kundmachung des k.k. niederösterreichischen Statthalters vom 7. Juni 1905 gewidmet, mit der er Details zur neuen Grenzziehung zwischen einigen Wiener Gemeindebezirken bekanntgab.
Die im 20. Bezirk an die Brücke anschließende Adalbert-Stifter-Straße war schon im Stadtplan von 1912 als projektierte Straße eingezeichnet, aber noch 1961 laut Stadtplan nicht durch den ganzen Bezirk errichtet, sondern zum Teil durch ältere Bauten „verstellt“. Die heutige Durchzugsstraße wurde erst im Zuge des Baues der Gürtelbrücke durchgebrochen und vierspurig ausgebaut.
Eine Abfahrt von der Brücke zur Brigittenauer Lände wurde Anfang der 1990er Jahre entfernt und durch eine neue Verbindung ersetzt (siehe Abschnitt Verkehrsverbindungen).
Von Oktober 2012 bis September 2015 wurden alle Tragwerkobjekte grundlegend saniert sowie eine Stiegenanlage und ein untergeordnetes Brückenobjektes neu errichtet. Die Kosten wurden mit rund 21 Millionen Euro brutto veranschlagt. Die Arbeiten konnten trotz der Insolvenz des ersten Auftragnehmers (der Alpine Bau GmbH) innerhalb der geplanten 3-jährigen Bauzeit fertig gestellt werden.